# Еберхард IV фон Хелфенщайн-Шпитценберг
Еберхард IV фон Хелфенщайн-Шпитценберг (на немски: Eberhard IV. Graf von Helfenstein-Spitzenberg;† пр. 9 ноември 1295/пр. 8 юни 1296) е граф на Хелфенщайн-Шпитценберг (близо до Кухен).

## Произход
Той е син на граф Лудвиг II фон Хелфенщайн-Шпитценберг († сл. 1278) и внук на граф Еберхард III фон Хелфенщайн († сл. 1229). Правнук е на граф Лудвиг I фон Шпитценберг († сл. 1200) и съпругата му фон Хелфенщайн, дъщеря, наследничка на граф Еберхард II фон Хелфенщайн († сл. 1140). Потомък е на херцог Херман IV от Швабия († 1038) и маркграфиня Аделхайд от Суза († 1091), която е полусестра на Берта Савойска († 1087), императрица на Свещената Римска империя (1084 – 1087), съпруга на император Хайнрих IV († 1106). Племенник е на Бертхолд фон Хелфенщайн († 1233), епископ на Кур (1228 – 1233). Роднина е на граф Готфрид фон Шпитценберг († 1190), епископ на Регенсбург (1185 – 1186), епископ на Вюрцбург (1186 – 1190), на Бертхолд († 1254), епископ на Пасау (1250 – 1254), и Алберт I († 1260/1262), епископ на Регенсбург (1246 – 1259).

## Фамилия
Еберхард IV фон Хелфенщайн-Шпитценберг се жени за Катарина фон Тогенбург († пр. 18 февруари 1313), дъщеря на граф Фридрих III фон Тогенбург († 1309) и Клеменция фон Верденберг († 1282), дъщеря на граф Рудолф I фон Верденберг († 1244/1247) и Клемента фон Кибург († 1249). Те имат две дъщери:
- Елизабет фон Хелфенщайн
- Сузана фон Хелфенщайн

Вдовицата му Катарина фон Тогенбург се омъжва втори път пр. 17 декември 1305 г. за граф Фолмар IV фон Фробург, ландграф в Бухсгау († 1320) и има с него двама сина.